# Liste der Stolpersteine in Kärnten

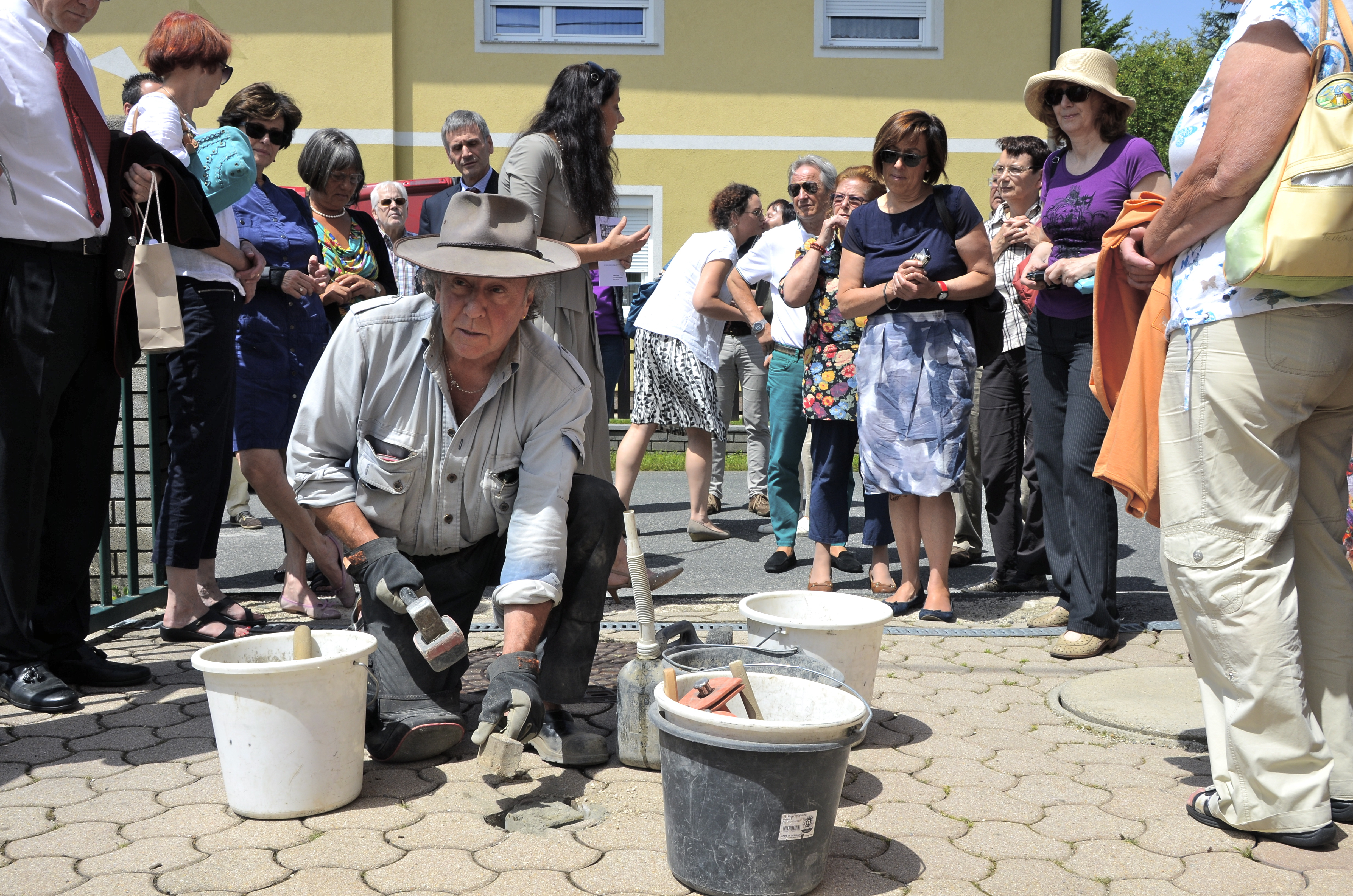
Gunter Demnig verlegt den Stolperstein für Karl Strauss, Klagenfurt 2014

Die Liste der Stolpersteine in Kärnten enthält die Stolpersteine im österreichischen Bundesland Kärnten. Stolpersteine erinnern an das Schicksal der Menschen, die von den Nationalsozialisten ermordet, deportiert, vertrieben oder in den Suizid getrieben wurden. Die Stolpersteine wurden von Gunter Demnig konzipiert und verlegt. Sie liegen im Regelfall vor dem letzten selbstgewählten Wohnsitz des Opfers.
Mit Stand vom November 2021 sind in Kärnten nur Steine in der Landeshauptstadt Klagenfurt und in Wolfsberg verlegt worden, insgesamt 46 Steine für 45 Personen, für Anton Falle zwei Stolpersteine, einer in Deutsch und einer in seiner Muttersprache Slowenisch.

## Opfergruppen
Die Stolpersteine in Kärnten sind drei Opfergruppen gewidmet:
- Juden sollen bereits im Klagenfurter Raum, im 12. Jahrhundert in Judendorf, gelebt haben, als Klagenfurt noch gar nicht gegründet war. Aus dem Jahre 1293 stammt der erste urkundliche Nachweis. Als der spätere Kaiser Maximilian I. im Jahr 1496 die Juden aus Innerösterreich vertreiben ließ, war auch die kleine jüdische Gemeinde in Kärnten davon betroffen. Mit dem Staatsgrundgesetz vom 21. Dezember 1867 wurden die Niederlassungsbeschränkungen aufgehoben. Langsam siedelten sich einige jüdische Familien an. Im Jahr 1895 wurde ein kleiner Friedhof erworben, 1905 ein eigenes Bethaus in der Platzgasse eingerichtet und 1923 die Israelitische Kultusgemeinde gegründet. Erster Rabbiner war Ignaz Hauser aus Mistelbach. Im Jahr 1934 hatten rund 270 Juden ihren Lebensmittelpunkt in Kärnten. Dies änderte sich dramatisch nach dem sogenannten Anschluss Österreichs an das Dritte Reich.[1] Die Hälfte der Klagenfurter Stolpersteine ist jüdischen Mitbürgern gewidmet.

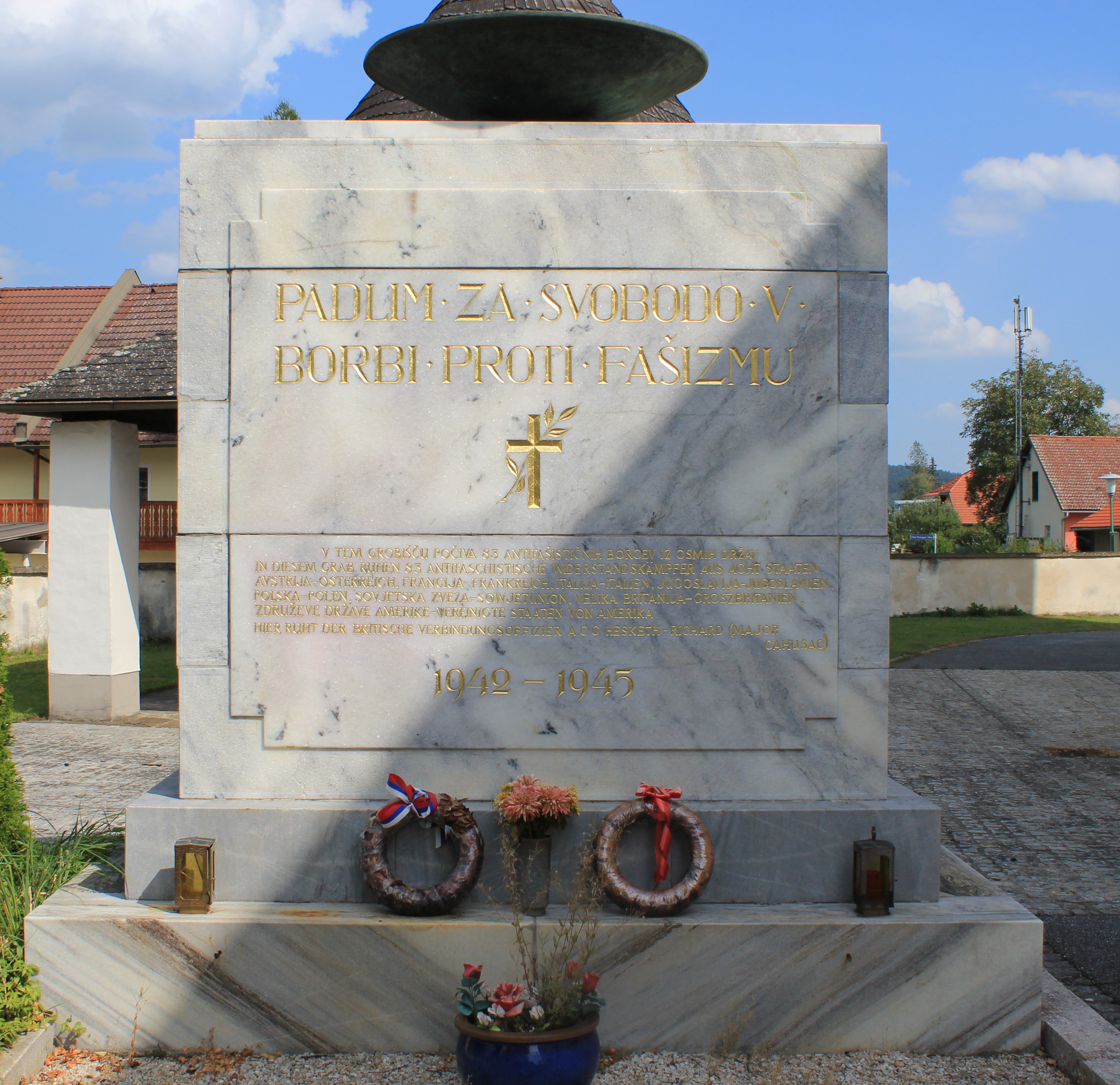
Partisanendenkmal in Völkermarkt

- Die zweite Gruppe sind die all jene, die der Hitler-Diktatur kritisch gegenüber standen bzw. Widerstand gegen den Nationalsozialismus leisteten. Es reichten ein paar flapsige Bemerkungen über das NS-Regime (im Fall Trollinger) oder die Teilnahme an einer Polizeiaktion gegen Nationalsozialisten in der sogenannten Verbotszeit (im Fall Lexer) und das Leben war verwirkt. Die Riege der Widerständler umfasste das gesamte politische Spektrum, von einem Vertreter des Ständestaates bis zu Sozialisten und Kommunisten. Auch einige Gruppen der Kärntner Slowenen waren rege am Partisanenkampf gegen das NS-Regime beteiligt.[2] Rund ein Viertel der Klagenfurter Stolpersteine sind Widerstandskämpfern gewidmet.
- Die dritte Gruppe stellen die Opfer der Krankenmorde in der Zeit des Nationalsozialismus dar. Auch in Kärnten wurden körperlich und geistig behinderte Menschen als „unwertes Leben“ abgestempelt und den Medizinern und dem Pflegepersonal der Freibrief für die Ermordung dieser Bevölkerungsgruppe erteilt. Was in Deutschland mit der Aktion T4 und der Kinder-Euthanasie begann, wurde nahtlos auch in besetzten und annektierten Gebieten fortgesetzt. Neun der Klagenfurter Stolpersteine sind Opfern der Krankenmorde gewidmet. Acht der neun Opfer wurden aus dem Josefinum in St. Martin, einem kirchlichen Pflegeheim für behinderte Menschen, deportiert und in der Gaskammer der Tötungsanstalt Hartheim ermordet. Am 7. Juli 1941 verließ der letzte Todestransport mit insgesamt 111 Personen Kärnten, darunter 25 Kinder aus Tainach, die bis 1939 im Klagenfurter „Josefinum“ gelebt hatten.  Insgesamt wurden in den Jahren 1940 und 1941 mindestens 733 Menschen mit Behinderungen aus Kärnten vom NS-Regime ermordet.[3]

Die Namen der Kärntner Opfer des Nationalsozialismus sind auf dem Denkmal der Namen in Villach verzeichnet.

## Verlegte Stolpersteine
Die Tabellen sind teilweise sortierbar; die Grundsortierung erfolgt alphabetisch nach dem Familiennamen.

### Klagenfurt
In der Landeshauptstadt Klagenfurt am Wörthersee wurden 40 Stolpersteine an 22 Adressen verlegt.
| Stolperstein | Inschrift | Verlegeort                                                                 | Name, Leben |
| ------------ | --- | -------------------------------------------------------------------------- | --- |
|              | HIER WOHNTE ANTON FALLE JG. 1886 DEPORTIERT 1944 DACHAU ERMORDET 15.1.1945 TUKAJ JE STANOVAL ANTON FALLE ROJ. 1886 DEPORTIRAN 1944 DACHAUU UMORJEN 15.1.1945 | Puntschartstraße/Harbacher Straße (auf Harbacher Straße ohne Hausnummer) · | Anton Falle, geboren am 25. März 1886 in Rajach, war Kärntner Slowene und verbrachte seine Jugend als Knecht und später als Bauarbeiter für die Karawankenbahn. Er trat der Sozialdemokratischen Arbeiterpartei Österreichs (SDAP) bei, wurde 1918 Bezirksparteisekretär und 1921 Nationalratsabgeordneter. Nach dem Tod von Florian Gröger im Mai 1927 übernahm er den Landesparteivorsitz der SDAP Kärnten und hielt diese Funktion bis 1934. Nach dem 12. Februar 1934 versuchte Anton Falle als Revolutionärer Sozialist den Widerstand gegen die austrofaschistische Systemregierung zu organisieren, wurde jedoch verhaftet, angeklagt und 1935 zu einem Jahr schweren Kerkers verurteilt. Während seiner Haft verschlechterte sich sein Gesundheitszustand massiv. Obwohl er sich ab der Annexion Österreichs an das Dritte Reich jeder sichtbaren oppositionellen Tätigkeit enthielt, wurde er mit zahlreichen anderen Kärntnern nach dem Attentatsversuch auf Adolf Hitler 1944 in das KZ Dachau eingewiesen. Dort starb er am 15. Jänner 1945. |
|              | HIER WOHNTE ALOIS FEKONJA JG. 1902 IM WIDERSTAND VERHAFTET TOT 6.2.1943 MILITÄRSTRAFLAGER ESTERWEGEN                                                         | Perlengasse 32                                                             | Alois Fekonja, geboren 1902, war als Kommunist bereits in der Zeit des Austrofaschismus politisch aktiv. Er war verheiratet und hatte vier Kinder. Wurde 1938 wegen des Verteilens von Flugblättern für 12 Monate inhaftiert. Nach Dienst in der Wehrmacht 1942 erneut verhaftet und zu zwei Jahren Zuchthaus verurteilt. Er wurde in das KZ Esterwegen deportiert, ein Moorlager, in dem überwiegend Kommunisten und Sozialisten durch Schwerstarbeit, Hunger und Folter ums Leben gebracht wurden. Fekonja starb nach schweren Misshandlungen am 6. Februar 1943. |
|              | HIER WOHNTE SIEGMUND FORST JG. 1878 DEPORTIERT ERMORDET 16.8.1943 AUSCHWITZ                                                                                  | Karfreitstraße 5                                                           | Siegmund Forst, auch Sigmund, wurde am 5. Juni 1878 in Klagenfurt geboren. Seine Eltern, Heinrich Forst und Fanny geb. Stern, stammten beide aus Groß-Becskerek in der Vojvodina. Sie wohnten bereits seit 1873 in der Kasernengasse 5 in Klagenfurt. Während der Herrschaft der Nationalsozialisten hielt sich Siegmund Forst in Düsseldorf auf. Er wurde verhaftet, in das Konzentrationslager Auschwitz deportiert und dort am 16. August 1943 ermordet. |
|              | HIER ARBEITETE MARIE HAUSER JG. 1884 DEPORTIERT 10.9.1942 THERESIENSTADT ERMORDET 23.1.1943 AUSCHWITZ                                                        | Alter Platz 6 ·                                                            | Marie Hauser, geboren am 19. Februar 1884 in Golta, war eine Dentistin in Klagenfurt. Ihr Ehemann war Rabbiner. Nach der Machtübernahme durch die Nationalsozialisten wurde die Familie nach Wien vertrieben. Ihr Ehemann und ihr ältester Sohn konnten in die USA emigrieren, Sohn Friedrich nach Palästina. Marie Hauser wurde am 10. September 1942 ins Ghetto Theresienstadt deportiert und am 23. Jänner 1943 in Auschwitz ermordet. |
|              | HIER WOHNTE JOHANNA JARNEITZ JG. 1897 EINGEWIESEN 25.8.1940 SCHLOSS HARTHEIM ERMORDET                                                                        | Josefinumstraße                                                            | Johanna Jarneitz zählte zu jenen behinderten Menschen, die im Pflegehaus Josefinum in St. Martin lebten und betreut wurden. Sie wurde 1897 geboren, am 25. August 1940 eingewiesen und in der Tötungsanstalt Hartheim ermordet. |
|              | HIER WOHNTE KARL KRUMPL JG. 1909 IM WIDERSTAND TODESURTEIL 1944 HINGERICHTET 22.3.1945                                                                       | Lastenstraße 3                                                             | Karl Krumpl wurde 1909 geboren. Er war Schriftsetzer in der Druckerei Carinthia und Sekretär der Vaterländischen Front. Während des Ständestaats war er von 1934 bis 1938 Landtagsabgeordneter im berufsständischen Landtag für den Berufsstand Gewerbe. 1938 von er vom NS-Regime verhaftet und blieb bis 1941 inhaftiert. 1942 schloss er sich der „Antifaschistischen Freiheitsbewegung Österreichs“ an. Er wurde zum Wehrdienst eingezogen und kam zu einer Strafkompanie, stationiert zuerst in Belgien, Holland und Frankreich, 1943 schließlich beim Afrikakorps in Tunis. 1943 wurde er wieder festgenommen, 1944 als Angehöriger einer Widerstandsgruppe vom Volksgerichtshof zum Tode verurteilt und wenige Wochen vor Kriegsende, am 22. März 1945, im Landesgericht Wien durch das Fallbeil hingerichtet. |
|              | HIER WOHNTE ALOIS LACKNER JG. 1913 EINGEWIESEN 7.7.1941 SCHLOSS HARTHEIM ERMORDET                                                                            | Josefinumstraße                                                            | Alois Lackner zählte zu jenen behinderten Menschen, die im Pflegehaus Josefinum in St. Martin lebten und betreut wurden. Er wurde 1913 geboren, am 7. Juli 1941 eingewiesen und in der Tötungsanstalt Hartheim ermordet. |
|              | HIER WOHNTE STEFANIE LAIMGRUBER JG. 1912 EINGEWIESEN 1932 HEILANSTALT KLAGENFURT 'VERLEGT' 25.8.1940 SCHLOSS HARTHEIM ERMORDET 25.8.1940 AKTION T4           | Bahnhofstraße 44 ·                                                         | Stefanie Laimgruber, geboren 1912, litt an einer schizophrenen Erkrankung. Sie wurde 1932 in der Psychiatrie in Klagenfurt aufgenommen und am 25. August 1940 mit einem Frauentransport in die Tötungsanstalt Hartheim überstellt, wo sie noch am selben Tage ermordet wurde. |
|              | HIER WOHNTE GEORG LEXER JG. 1888 DEPORTIERT 1938 BUCHENWALD ERMORDET 3.8.1941                                                                                | Bahnweg 21 ·                                                               | Georg Lexer, geboren am 20. Oktober 1888 in Klagenfurt, war Postenkommandant der Gendarmerie in Klagenfurt. Ihm wurde der Tod von zwei Juliputschisten angelastet, das Verfahren wurde aber eingestellt. Er wurde später dennoch von der Gestapo ins Polizeigefängnis St. Ruprecht gebracht. Noch im Jahr 1938 folgte die Deportation ins KZ Buchenwald, wo er am 3. August 1941 erschossen wurde. |
|              | HIER WOHNTE EVA LINKER JG. 1938 AUF DER FLUCHT VERHAFTET ERMORDET 1942 KZ SAJMISTE BEI BELGRAD                                                               | Gabelsbergerstraße 22 ·                                                    | Eva Linker wurde 1937 oder 1938 in Klagenfurt als Tochter von Hedwig und Leon Linker geboren. Ende 1941 gelangte sie ins KZ Sajmiste bei Belgrad und wurde dort gemeinsam mit ihrer Mutter in einem Gaswagen vom NS-Regime ermordet. |
|              | HIER WOHNTE HEDWIG LINKER JG. 1914 AUF DER FLUCHT VERHAFTET ERMORDET 1942 KZ SAJMISTE BEI BELGRAD                                                            | Gabelsbergerstraße 22 ·                                                    | Hedwig Linker (geb. Czucka) wurde am 3. Juli 1917 in Spittal an der Drau geboren, sie entstammte einer Kaufmannsfamilie. 1937 heiratete sie den Klagenfurter Leon Linker, 1938 wurde die gemeinsame Tochter Eva geboren. Ende 1939 versuchten Hedwig, Leon und Eva Linker mit einem Donaudampfer zum Schwarzen Meer und von dort nach Palästina zu gelangen. Das Schiff wurde bei Kladovo angehalten, die Flüchtlinge vorerst bei Bauern untergebracht, im September 1940, immer noch auf die Weiterreise hoffend, in die serbische Kleinstadt Šabac in der Nähe von Belgrad überstellt. Nach dem Überfall des NS-Regimes auf Jugoslawien im April 1941 wurden die Flüchtlinge interniert, im Oktober 1941 alle männlichen Insassen erschossen und ab März 1942 die Frauen und Kinder mit zwei eigens aus Deutschland herbeigeschafften Gaswagen ermordet. Täglich wurden so 50 bis 80 Menschen vergast, darunter war auch Hedwig Linker mit ihrer damals vier- oder fünfjährigen Tochter Eva. |
|              | HIER WOHNTE LEON LINKER JG. 1907 AUF DER FLUCHT ERMORDET VERGELTUNGSAKTION DER DEUTSCHEN WEHRMACHT SABAC / SERBIEN TOT 12.10.1941                            | Gabelsbergerstraße 22 ·                                                    | Leon Linker, geboren am 18. Februar 1907 in Siret. Familie Linker handelte mit Fellen. Er heiratete 1937 Hedwig, geborene Czucka. 1938 wird Tochter Eva geboren. 1938, nach dem Einmarsch der Nationalsozialisten, flüchtete Leon mit seiner Familie nach Wien. Im November 1939 gelang es ihnen, in Bratislava auf ein Donauschiff Richtung Palästina zu gelangen. Im Dezember endete die Reise in Kladovo. Die Flüchtlinge sollten dort die Eisschmelze abwarten. Die Reise wurde jedoch nicht fortgesetzt, im September 1940 wurden die Flüchtlinge in die Stadt Šabac verbracht. Nach der Besetzung Jugoslawiens durch das NS-Regime im Jahr 1941 wurden alle Flüchtlinge des Transportes systematisch ermordet. Die Männer wurden im Oktober 1941 im Rahmen einer sogenannten Sühneaktion erschossen, darunter auch Leon Linker. Er starb am 12. Oktober 1941. Die Frauen und Kinder wurden von März bis Mai 1942 in sogenannten Gaswägen ermordet, darunter auch seine Frau und Tochter. |
|              | HIER WOHNTE REGINE 'RIFKE' LINKER JG. 1871 AUF DER FLUCHT TOT 1.1.1940 WIEN                                                                                  | Bäckergasse 10 ·                                                           | Regine Linker (geb. Berger) wurde 1871 in Siret in der Bukowina geboren. Sie war mit Samuel Linker verheiratet und hatte mit ihm zumindest zwei Kinder, die Söhne Leon und Mark. Die Familie wohnte in der Bäckergasse in Klagenfurt. Um ihre Flucht vor dem NS-Regime vorzubereiten, begab sich Regine Linker mit ihrem Mann nach dem Anschluss nach Wien. Dort verstarb sie, laut Eintrag ihres Sohnes Mark in der zentralen Datenbank der Holocaustopfer in Yad Vashem, im Dezember 1940. Ihr Mann, ihr Sohn Leon, ihre Schwiegertochter Hedwig und ihre Enkelin Eva wurden allesamt von den Nationalsozialisten ermordet. |
|              | HIER WOHNTE SAMUEL LINKER JG. 1876 DEPORTIERT 1939 KZ BUCHENWALD ERMORDET 9.2.1940                                                                           | Bäckergasse 10 ·                                                           | Samuel Linker wurde am 2. Jänner 1876 in Storoschynez in der nördlichen Bukowina geboren. Er heiratete Regine Berger und hatte mit ihr zumindest zwei Söhne. Die Familie kam nach dem Ersten Weltkrieg nach Klagenfurt und besaß am Kardinalsplatz ein Geschäft, das mit Rohprodukten und Altmetallen handelte. Die Stadt Klagenfurt schreibt auf ihrer Website: „Die Linkers waren eine alteingesessene, jüdische Familie, bekannte Fellhändler.“ Das schützte sie nicht vor Anfeindungen und Diffamierungen, vor dem Verlust des Geschäfts, des Wohnsitzes und der Heimat. Die ganze Familie flüchtete nach Wien, wo Samuel Linker verhaftet, ins KZ Buchenwald verschleppt und am 9. Februar 1940 ermordet wurde. Seine Frau starb im Dezember 1940 in Wien, sein Sohn Leon wurde am 12. Oktober 1941 Šabac von der SS erschossen, die Schwiegertochter Hedwig und seine Enkelin Eva wurden zwischen März und Mai 1942 in einem Gaswagen ermordet. |
|              | HIER WOHNTE JOSEF LOGAR JG. 1915 VERHAFTET 1944 'HOCHVERRAT' HINGERICHTET 7.4.1945 KASERNE WETZELSDORF GRAZ                                                  | Villacher Straße 1 ·                                                       | Josef Logar, geboren am 16. August 1915 in Vellach, war Magazineur in der Heeresstandverwaltung Klagenfurt. Er soll Partisanen kriegswichtige Anlagepläne zugespielt haben, wurde 1944 verhaftet, wegen Hochverrats zum Tode verurteilt und am 7. April 1945 in der Belgierkaserne in Graz-Wetzelsdorf hingerichtet. |
|              | HIER WOHNTE LUDMILLA MARTINZ JG. 1929 EINGEWIESEN 7.7.1941 SCHLOSS HARTHEIM ERMORDET                                                                         | Josefinumstraße                                                            | Ludmilla Martinz zählte zu jenen behinderten Menschen, die im Pflegehaus Josefinum in St. Martin lebten und betreut wurden. Sie wurde 1929 geboren, am 7. Juli 1941 eingewiesen und in der Tötungsanstalt Hartheim ermordet. |
|              | HIER WOHNTE STEFAN MÜLLER JG. 1922 EINGEWIESEN 7.7.1941 SCHLOSS HARTHEIM ERMORDET                                                                            | Josefinumstraße                                                            | Stefan Müller lebte im Pflegehaus für behinderte Menschen Josefinum, wurde im Juli 1941 nach Hartheim überstellt, wo er ermordet wurde. |
|              | HIER WOHNTE ALFONS NEUMANN JG. 1888 DEPORTIERT BUCHENWALD ERMORDET 22.7.1941                                                                                 | Wiener Gasse 4 ·                                                           | Alfons Neumann wurde am 22. August 1888 in Klagenfurt geboren. Er war der Sohn von Emanuel und Mathilde Neumann, geb. Tausig, die das Haus Wiener Gasse 4 in Klagenfurt besaßen. Im Jahre 1922 wurde er österreichischer Staatsbürger. Das Dokumentationsarchiv des österreichischen Widerstandes (DÖW) gibt als Wohnort Graz an, als Ziel der Deportation das KZ Buchenwald. Er soll laut DÖW am 14. Juli 1941, laut Stolperstein und A Letter To The Stars am 22. Juli 1941 vom NS-Regime ermordet worden sein. |
|              | HIER WOHNTE EMMANUEL NEUMANN JG. 1858 DEPORTIERT 14.7.1942 THERESIENSTADT ERMORDET 8.9.1942                                                                  | Wiener Gasse 4 ·                                                           | Emmanuel Neumann (auch Emanuel Neumann) wurde am 12. Mai 1858 geboren. Er war verheiratet mit Mathilde Neumann, geb. Tausig. Das Paar hatte einen Sohn, Alfons Neumann. Im Jahre 1887 beteiligte sich Emmanuel Neumann an der Gründung des Kultusvereins. Im Jahre 1899 siedelte sich die Familie in der Klagenfurter Innenstadt an, wo er 1905 das Haus Wiener Gasse 4 erwarb. Nach der Annexion Österreichs durch die Nationalsozialisten mussten er und seine Frau Klagenfurt verlassen. Das DÖW verzeichnet als letzten Wohnort Wien 2, Große Schiffgasse 3 AH. Er wurde am 14. Juli 1942 im Alter von 84 Jahren ins Ghetto Theresienstadt deportiert und dort am 8. September 1942 vom NS-Regime ermordet. |
|              | HIER WOHNTE MATHILDE NEUMANN JG. 1860 DEPORTIERT 14.7.1942 THERESIENSTADT ERMORDET 7.10.1942                                                                 | Wiener Gasse 4 ·                                                           | Mathilde Neumann, geborene Tausig, wurde am 25. April 1860 geboren. Sie war mit Emmanuel Neumann verheiratet und musste nach der Annexion Österreichs 1938 nach Wien flüchten. Von Wien wurden sie und ihr Mann am 14. Juli 1942 ins Ghetto Theresienstadt deportiert. Mathilde Neumann wurde am 7. Oktober 1942 vom NS-Regime ermordet. |
|              | HIER WOHNTE ELEONORE 'ELA' OSTERMANN JG. 1869 DEPORTIERT 1942 THERESIENSTADT ERMORDET 23.9.1942 TREBLINKA                                                    | Sankt-Veiter-Straße 4 ·                                                    | Eleonore Ostermann, geboren am 1. März 1869 in Galizien, entstammte einer alteingesessenen, jüdischen Familie und betrieb eine Gemischtwarenhandlung in Klagenfurt, gleich gegenüber ihrer Wohnadresse. Nach der Annexion Österreichs an das Dritte Reich flüchtete sie nach Wien. Ihr letzter bekannter Wohnsitz war die Große Schiffgasse 3 in der Leopoldstadt. Sie wurde verhaftet, am 14. Juli 1942 ins Ghetto Theresienstadt und von dort am 21. September 1942 ins Vernichtungslager Treblinka deportiert, wo sie ermordet wurde. Eleonore Ostermann muss zumindest ein Kind gehabt haben. Denn ihre Enkelin Ester Itzhaki, die im Jahre 2014 das Alter von 86 Jahren erreichte, überlebte das NS-Regime und lebte 2014 in Israel. Deren Sohn, Ostermanns Urenkel Ron Itzhaki, kam zur Verlegung des Stolpersteines nach Klagenfurt angereist. |
|              | HIER WOHNTE ELSE 'LISEL' PREIS GEB. SCHNEIDER JG. 1908 DEPORTIERT 20.8.1942 THERESIENSTADT ERMORDET 16.5.1944 AUSCHWITZ                                      | Paradeisergasse 4 ·                                                        | Else Preis wurde am 25. April 1908 in St. Johann im Pongau geboren. Ihre Eltern besaßen dort eine Schneiderei und ein Kaufhaus. Am 17. September 1933 heiratete sie Felix Preis. Das Ehepaar hatte zwei Kinder: Tochter Eva (1935) und Sohn Peter Adolf (1936). Nach der sogenannten Reichskristallnacht am 10. November 1938 flüchtete das Ehepaar mit beiden Kindern aus Sicherheitsgründen nach Wien, wo sie um Ausreiseerlaubnis ansuchten. Diese wurde verwehrt. Am 20. August 1942 wurde Else Preis mit ihrem Mann und ihren beiden Kindern, sowie mit ihrer Schwiegermutter Hermine Preis ins Ghetto Theresienstadt deportiert. Hier wurde im Februar 1944 ihr Mann ermordet, von dort wurde sie mit ihren Kindern Eva und Peter Adolf und ihrer Schwiegermutter ins KZ Auschwitz überstellt, wo sie alle am 16. Mai 1944 ermordet wurden. Eine weitere Quelle gibt an, dass das genaue Todesdatum nicht bekannt wäre. |
|              | HIER WOHNTE EVA PREIS JG. 1935 DEPORTIERT 20.8.1942 THERESIENSTADT ERMORDET 16.5.1944 AUSCHWITZ                                                              | Paradeisergasse 4 ·                                                        | Eva Preis wurde am 22. März 1935 in Klagenfurt als Tochter von Else und Felix Preis geboren. Mit ihrer Familie wurde sie am 20. August 1942 ins Ghetto Theresienstadt deportiert. Hier wurde ihr Vater Felix ermordet. Eva Preis wurde mit Mutter, Bruder und Großmutter ins KZ Auschwitz weiter deportiert und dort am 16. Mai 1944 ermordet. |
|              | HIER WOHNTE UND ARBEITETE FELIX PREIS JG. 1896 DEPORTIERT 20.8.1942 THERESIENSTADT ERMORDET 28.2.1944                                                        | Paradeisergasse 4 ·                                                        | Felix Preis wurde am 30. September 1896 in Klagenfurt als Sohn von Adolf und Hermine Preis geboren. Er kämpfte freiwillig – wie seine älteren Brüder Robert und Emil – im Ersten Weltkrieg. Im Juni 1917 wurde er schwer verwundet und geriet in italienische Kriegsgefangenschaft. Er blieb aufgrund seiner Kriegsverletzung dauerhaft invalide. Zum Familienbetrieb gehörten mehrere Konfektionsgeschäfte und Werkstätten. Nach dem Krieg übernahm Felix Preis die Leitung eines Konfektionsgeschäfts in Klagenfurt. Am 17. September 1933 heiratete er Else Schneider, deren Eltern in St. Johann im Pongau eine Schneiderei und ein Kaufhaus besaßen. Am 22. März 1935 kam die gemeinsame Tochter Eva, am 12. Juni 1936 der Sohn Peter Adolf in Klagenfurt zur Welt. Robert, Emil und Felix Preis wurden in das KZ Dachau eingeliefert, allerdings einen Monat später wieder freigelassen. Robert und Emil flüchteten nach Italien, überlebten und kehrten nach dem Untergang des NS-Regimes nach Klagenfurt zurück. Felix Preis übersiedelte mit Frau und seinen beiden Kindern nach Wien. Er suchte um Ausreiseerlaubnis an, welche jedoch verwehrt wurde. Die Familie wechselte häufig ihre Wohnung, die letzte Wohnadresse war Wien 2, Hofenedergasse 6/28. Am 20. August 1942 wurden Felix Preis, seine Frau, seine Kinder und seine Mutter mit dem Transport IV/8 von Wien ins Ghetto Theresienstadt deportiert. Dort wurde Felix Preis am 29. Februar 1944 vom NS-Regime ermordet. Seine Mutter, seine Frau und seine Kinder wurden wenig später im KZ Auschwitz ermordet. |
|              | HIER WOHNTE HERMINE PREIS JG. 1870 DEPORTIERT 28.7.1942 THERESIENSTADT ERMORDET 8.6.1944 AUSCHWITZ                                                           | Dr.-Arthur-Lemisch-Platz 1 ·                                               | Hermine Preis wurde 1870 geboren. Im Jahr 1892 heiratete sie den Kärntner Abwehrkämpfer und Unternehmer Adolf Preis, führte mit ihm eine Schneiderei und ein Herrenkonfektionsgeschäft. Das Paar hatte drei Söhne, Robert, Emil und Felix, und zwei Töchter, Marianne später verehel. Schiffler und Dora. Im November 1938 wurden Geschäft und Wohnung von Nazi-Trupps geplündert und verwüstet, später arisiert. Im Alter von 72 Jahren wurde Hermine Preis verhaftet und gemeinsam mit Sohn Felix, Schwiegertochter Else und den Enkelkindern Eva und Peter Adolf ins Ghetto Theresienstadt deportiert. Am 15. Mai 1944 wurde sie in das KZ Auschwitz deportiert, wo sie am 8. Juni 1944 vom NS-Regime ermordet wurde. |
|              | HIER WOHNTE PETER ADOLF PREIS JG. 1936 DEPORTIERT 20.8.1942 THERESIENSTADT ERMORDET 16.5.1944 AUSCHWITZ                                                      | Paradeisergasse 4 ·                                                        | Peter Adolf Preis wurde am 12. Juni 1936 in Klagenfurt als Sohn von Else und Felix Preis geboren. Nach der Rückkehr seines Vaters aus dem KZ Dachau im Dezember 1938 übersiedelte er mit Eltern und Schwester nach Wien. Seine letzte Wohnadresse war 1020 Wien, Hofenedergasse 6/28. Er wurde mit seiner Familie am 20. August 1942 mit dem Transport IV/8 unter der Transportnummer 37/225 von Wien ins Ghetto Theresienstadt deportiert. Von dort wurde Peter Adolf Preis mit seiner Mutter, Großmutter und Schwester am 16. Mai 1944 ins KZ Auschwitz deportiert und noch am selben Tag ermordet. Eine weitere Quelle gibt an, dass das genaue Todesdatum nicht bekannt wäre. |
|              | HIER WOHNTE ERNST SALZBERGER JG. 1922 DEPORTIERT SCHICKSAL UNBEKANNT                                                                                         | Bahnhofstraße 55                                                           | Ernst Salzberger wurde am 1. August 1922 geboren. Er wohnte mit seinen Eltern Nandor und Mira Salzberger in der Bahnhofstraße 55 in Klagenfurt. Die Eltern hatten ab 1927 eine Holzhandlung aufgebaut, die den französischen Namen Silvana Production e Commerce des bois trug. Nach der Annexion Österreichs durch das nationalsozialistische Deutsche Reich im Jahr 1938 wurde der gut gehende Betrieb „arisiert“. Die Familie flüchtete nach Bratislava. Nach dem Einmarsch der deutschen Wehrmacht und der folgenden Zerschlagung der Tschechoslowakei wurde Ernst Salzberger in ein Konzentrationslager verschleppt und in der Folge ermordet. Todestag, Todesort und nähere Umstände sind nicht bekannt. |
|              | HIER WOHNTE KILIAN SCHAUSS JG. 1909 IM WIDERSTAND VERHAFTET HINGERICHTET 12.6.1942 BERLIN-PLÖTZENSEE                                                         | Hagenstraße 6                                                              | Kilian Schauss wurde am 7. Juli 1909 in St. Martin am Silberberg geboren. Er ging in Knappenberg und Hüttenberg in die Schule und wurde Bäcker. 1934 trat er der Kommunistischen Partei bei. Er besuchte die Internationale Lenin-Schule in Moskau und wurde Widerstandskämpfer. Von Herbst 1938 bis Frühjahr 1940 war er maßgeblich im kommunistischen Widerstand Kärntens tätig, als Nachfolger von Simon Kompein. Sein Kampfname war Alfred Bergmann. Er heiratete vermutlich im Jahr 1940. Im selben Jahr wurde er bei einer Flugblattaktion verhaftet, vor das Volksgericht in Wien gestellt, zum Tode verurteilt und am 12. Juni 1943 in Berlin-Plötzensee hingerichtet. |
|              | HIER WOHNTE FRANZ SCHORSCH JG. 1913 EINGEWIESEN 7.7.1941 SCHLOSS HARTHEIM ERMORDET                                                                           | Josefinumstraße                                                            | Franz Schorsch zählte zu jenen behinderten Menschen, die im Pflegehaus Josefinum in St. Martin lebten und betreut wurden. Er wurde 1913 geboren, am 7. Juli 1941 eingewiesen und in der Tötungsanstalt Hartheim ermordet. |
|              | HIER WOHNTE KARL SCHORSCH JG. 1914 EINGEWIESEN 7.7.1941 SCHLOSS HARTHEIM ERMORDET                                                                            | Josefinumstraße                                                            | Karl Schorsch zählte zu jenen behinderten Menschen, die im Pflegehaus Josefinum in St. Martin lebten und betreut wurden. Er wurde 1914 geboren, am 7. Juli 1941 eingewiesen und in der Tötungsanstalt Hartheim ermordet. |
|              | HIER WOHNTE AUGUST SCHWENDNER JG. 1889 IM WIDERSTAND VERHAFTET TOT 1.4.1940 GEFANGENENHAUS KLAGENFURT                                                        | Freiligrathstraße 7                                                        | August Schwendner, geboren 1889, war ein sozialdemokratischer Widerstandskämpfer und kämpfte gemeinsam mit seinem Schwager Josef Unteregger gegen das NS-Regime. Im Frühjahr 1940 wurde er wegen der Verbreitung kommunistischer Flugblätter verhaftet und starb am 1. April 1940 in Gestapohaft an den Folgen von Folterungen im Landesgericht Klagenfurt. |
|              | HIER WOHNTE JULIE SPITZ JG. 1902 DEPORTIERT 1942 MALY TROSTINEC ERMORDET 15.6.1942                                                                           | Spengergasse 8                                                             | Julie Spitz wurde am 26. April 1902 als Tochter von Bernhard und Rosa Spitz geboren. Sie war Beamtin, verheiratet und hatte einen Sohn. Nach der Annexion Österreichs an das Dritte Reich ließ sich ihr Mann scheiden. Sie sah sich gezwungen, Klagenfurt zu verlassen und musste in eine Sammelwohnung in der Kegelgasse 6 in Wien ziehen. Sie wurde verhaftet und am 9. Juni 1942 mit dem Transport 26, Zug Da 206 von Wien nach Minsk deportiert. Sie wurde am 15. Juni 1942 vom NS-Regime im Vernichtungslager Maly Trostinez ermordet. Ihr Sohn Josef konnte mit einem Jugendtransport flüchten und die Shoah überleben. |
|              | HIER WOHNTE ERNST STEINHAUSER JG. 1917 EINGEWIESEN 7.7.1941 SCHLOSS HARTHEIM ERMORDET                                                                        | Josefinumstraße                                                            | Ernst Steinhauser zählte zu jenen behinderten Menschen, die im Pflegehaus Josefinum in St. Martin lebten und betreut wurden. Er wurde 1917 geboren, am 7. Juli 1941 eingewiesen und in der Tötungsanstalt Hartheim ermordet. |
|              | HIER WOHNTE KARL STRAUSS JG. 1896 VERHAFTET 1945 DACHAU ERMORDET 15.4.1945                                                                                   | Perlengasse 30 ·                                                           | Karl Strauss, geboren am 29. Oktober 1896 in Portendorf, war Sozialdemokrat und gehörte einer kleinen Widerstandsgruppe an. Gestapo-Männer verkleideten sich als Partisanen, beteiligten sich an einem Treffen, hoben die Widerstandsgruppe aus, misshandelten und verhafteten sie. Karl Strauß wurde ins KZ Dachau deportiert. Dort verstarb er am 15. April 1945 an den Folgen einer nicht behandelten Typhuserkrankung im Alter von 48 Jahren. |
|              | HIER ARBEITETE FRANZ SWOBODA JG. 1887 DEPORTIERT 1944 DACHAU ERMORDET 6.4.1945                                                                               | Bahnhofstraße 44                                                           | Franz Swoboda wurde 1887 geboren. Er war ein engagierter Gewerkschafter, kämpfte für Arbeitnehmerrechte und gegen das Kinderelend. Von 1930 bis 1934 war er sozialdemokratischer Landtagsabgeordneter. 1934 wurden die freien Gewerkschaften aufgelöst, Swoboda bemühte sich weiterhin in der Illegalität um die Rechte der Arbeiter und für die Verbreitung von Informationen. 1944 wurde er von der Gestapo verhaftet und in das KZ Dachau deportiert. Einen knappen Monat vor Kriegsende starb er am 6. April 1945 an den Entbehrungen und einer Typhus-Erkrankung. |
|              | HIER ARBEITETE WALTER TOLLINGER JG. 1901 VERHAFTET 1944 JUSTIZANSTALT GRAZ ERMORDET 8.12.1944                                                                | Alter Platz 31 ·                                                           | Walter Tollinger, geboren am 1. April 1901 in Klagenfurt, war Künstler und Fotograf. Er führte ein erfolgreiches Fotoatelier und „galt als kritischer Geist, der seine Ablehnung gegen den Nationalsozialismus in der Öffentlichkeit bekundete.“ Er wurde im April 1944 in Klagenfurt verhaftet, am Oberlandesgericht Graz zum Tode verurteilt und am 8. Dezember 1944 in der Justizanstalt Graz-Jakomini hingerichtet. Seine Frau Berta führte nach seiner Verhaftung das Atelier fort. |
|              | HIER WOHNTE SUSANNE ZECHNER JG. 1916 ERMORDET 9.6.1943 GAUKRANKENHAUS KLAGENFURT                                                                             | Josefinumstraße                                                            | Susanne Zechner zählte zu jenen behinderten Menschen, die im Pflegehaus Josefinum in St. Martin lebten und betreut wurden. Sie wurde 1916 geboren und am 9. Juni 1943 im Gaukrankenhaus Klagenfurt ermordet. |
|              | HIER WOHNTE BERTHA ZEICHNER GEB. SPITZ JG. 1894 DEPORTIERT 19.2.1941 KIELCE SCHICKSAL UNBEKANNT                                                              | Adlergasse 14 ·                                                            | Berta Zeichner, geborene Spitz, wurde am 4. März 1894 in Tulln an der Donau geboren. Am 26. Juni 1918 heiratete sie Moritz Zeichner (geb. am 23. März 1888 in Jabluniw in Galizien). Das Paar hatte zwei Kinder: Otto (geb. 1921) und Erna (geb. 1922). Die Familie betrieb einen Handel mit Leder und Fellen in der Auergasse. Die Zeichners wurden zuerst aus ihrer Heimat vertrieben, mussten nach Wien übersiedeln und wurden dort getrennt. Moritz gelangte mit einem Männertransport nach Palästina, ebenso die Tochter Erna mit einem Transport der Kinder- und Jugend-Alijah über Bulgarien. Sohn Otto ging nach Holland, wurde aber dort von den Nationalsozialisten gefasst, nach Auschwitz deportiert und ermordet. Berta Zeichner wurde am 19. Februar 1941 nach Kielce deportiert, ihr weiteres Schicksal ist unbekannt. Sie überlebte jedoch die Shoah nicht. |
|              | HIER WOHNTE OTTO ZEICHNER JG. 1921 FLUCHT HOLLAND INTERNIERT 15.7.1942 WESTERBORK DEPORTIERT AUSCHWITZ ERMORDET 11.8.1942                                    | Adlergasse 14 ·                                                            | Otto Zeichner wurde am 19. Februar 1921 in Klagenfurt als Sohn von Bertha und Moritz Zeichner geboren. Im Schuljahr 1936/37 besuchte er die Handelsschule Klagenfurt. Seine überlebende Schwester berichtete: „Mein Bruder hat nach dem Abschluss der Handelsschule erweiternde Abendkurse an der Schule besucht.“ Nach der Annexion Österreichs durch das NS-Regime musste er mit seiner Familie zuerst nach Wien übersiedeln. Er ging jedoch in ein Zionistisches Jugendlager in Holland. Dort wurde er von den Nationalsozialisten gefangen genommen, am 15. Juli 1942 von Westerbork nach Auschwitz deportiert und am 11. August 1942 ermordet. |

### Wolfsberg
In Wolfsberg wurden sechs Stolpersteine an einer Adresse verlegt.
| Stolperstein | Übersetzung                                                                           | Verlegort        | Name, Leben    |
| ------------ | ------------------------------------------------------------------------------------- | ---------------- | -------------- |
|              | HIER WOHNTE ADOLF GROSS GEB. 1885 DEPORTIERT 1942 AUSCHWITZ ERMORDET 31.5.1942        | Wiener Straße 11 | Adolf Gross    |
|              | HIER WOHNTE EMMA GROSS GEB. 1893 DEPORTIERT 1942 AUSCHWITZ ERMORDET 19.9.1942         | Wiener Straße 11 | Emma Gross     |
|              | HIER WOHNTE ANNY JUNEK GEB. GROSS GEB. 1921 DEPORTIERT 1942 BERGEN-BELSEN BEFREIT     | Wiener Straße 11 | Anny Junek     |
|              | HIER WOHNTE LOTTE ROTH GEB. GROSS GEB. 1919 FLUCHT 1938 USA                           | Wiener Straße 11 | Lotte Roth     |
|              | HIER WOHNTE HANS SINGER GEB. 1913 FLUCHT 1938 PALÄSTINA                               | Wiener Straße 11 | Hans Singer    |
|              | HIER WOHNTE HERMINE SINGER GEB. 1889 FLUCHT 1938 MAURITIUS FLUCHT IN DEN TOD 3.3.1944 | Wiener Straße 11 | Hermine Singer |

## Verlegedaten
Die Stolpersteine in Klagenfurt am Wörthersee wurden von Gunter Demnig persönlich an folgenden Tagen verlegt:
- 25. März 2012: Adlergasse 14, Alter Platz 6, Dr.-Arthur-Lemisch-Platz 1, Paradeisergasse 4, Wiener Gasse 4
- 4. Juli 2014: Alter Platz 31, Bäckergasse 10, Bahnhofstraße 44, Bahnweg 21, Gabelsbergerstraße 22, Perlengasse 30, Puntschartstraße/Harbacher Straße, Sankt-Veiter-Straße 4, Villacher Straße 1
- 5. August 2018: Josefinumstraße, Hagenstraße 6, Perlengasse 32, Freiligrathstraße 7, Lastenstraße 3, Bahnhofstraße 44, Bahnhofstraße 55, Spengergasse 8, Karfreitstraße 5.[26]

Die Stolpersteine in Wolfsberg wurden in Abwesenheit des Künstlers am 9. November 2021 verlegt.

## Gedenktafel im Landhaus
Im Juni 2013 gab der Kärntner Landeshauptmann Peter Kaiser bekannt, dass am Kärntner Landtag eine Gedenktafel für die sechs von den Nationalsozialisten ermordeten Nationalrats- und Landtagsabgeordneten angebracht wird. Mit dieser Tafel wird auch drei Opfern gedacht, denen ein Stolperstein gewidmet wurde: Anton Falle, Karl Krumpl und Franz Swoboda. Die anderen drei Opfer sind Franz Aschgan (1899–1945), Peter Melcher (1878–1945) und Vinko Poljanec (1876–1938), der an den Folgen der Gestapohaft gestorben sein soll. Initiator des Gedenkens war der Gemeinderat Reinhold Gasper. Enthüllt wurde die Tafel im Mai 2014 von LH Peter Kaiser und Landtagspräsident Reinhart Rohr.